# VV Fortuna in het seizoen 1962/63
Het seizoen 1962/1963 was het achtste jaar in het bestaan van de Vlaardingense betaaldvoetbalclub Fortuna. De club kwam uit in de Eerste divisie en eindigde daarin op de zevende plaats. Tevens deed de club mee aan het toernooi om de KNVB beker, hierin werd in de tweede ronde, na strafschoppen, verloren van De Graafschap (2–2).

## Wedstrijdstatistieken

### Eerste divisie
|       | DHC   | DWS   | Eindhoven | Elinkwijk | Enschedese Boys | Excelsior | Go Ahead | Limburgia | RBC   | Roda JC | SHS   | Sittardia | Veendam | Velox | VVV   |
| ----- | ----- | ----- | --------- | --------- | --------------- | --------- | -------- | --------- | ----- | ------- | ----- | --------- | ------- | ----- | ----- |
| Thuis | 3 – 2 | 1 – 0 | 1 – 1     | 7 – 1     | 1 – 2           | 6 – 1     | 0 – 0    | 2 – 0     | 3 – 2 | 3 – 0   | 0 – 0 | 2 – 0     | 3 – 2   | 1 – 1 | 2 – 2 |
| Uit   | 3 – 1 | 3 – 0 | 1 – 2     | 3 – 5     | 4 – 2           | 0 – 1     | 2 – 1    | 2 – 1     | 3 – 0 | 3 – 3   | 4 – 0 | 2 – 2     | 4 – 1   | 2 – 1 | 1 – 0 |

### KNVB beker
| 2e ronde                                          | De Graafschap                    | 2 – 2 (1 – 1, 2 – 2) Na strafschoppen | Fortuna             |
| 16 december 1962 Plaats: Doetinchem De Vijverberg | Cees Jager 38' Chris Hartjes 78' |                                       | 40', 46' Jan Bouman |

## Statistieken Fortuna 1962/1963

### Eindstand Fortuna in de Nederlandse Eerste divisie 1962 / 1963
| Stand | Gespeeld | Gewonnen | Gelijk | Verloren | Punten | Doelpunten voor | Doelpunten tegen |
| ----- | -------- | -------- | ------ | -------- | ------ | --------------- | ---------------- |
| 7e    | 30       | 12       | 7      | 11       | 31     | 55              | 51               |

### Topscorers
| #      | Naam              | Goal |
| ------ | ----------------- | ---- |
| 1.     | Jan Bouman        | 24   |
| 2.     | Lajos Tamás       | 7    |
| 2.     | Ed Verweel        | 7    |
| 4.     | Jan van den Berg  | 3    |
| 4.     | Arie Don          | 3    |
| 6.     | Jan Baksteen      | 2    |
| 6.     | Kees Blankenstein | 2    |
| 6.     | René Hagenaars    | 2    |
| 9.     | Ben Asselman      | 1    |
| 9.     | Jan van de Borden | 1    |
| 9.     | Joop Herwig       | 1    |
| 9.     | Leen de Korver    | 1    |
| 9.     | Ger Robbemond     | 1    |
| Totaal | Totaal            | 55   |

| #      | Naam       | Goal |
| ------ | ---------- | ---- |
| 1.     | Jan Bouman | 2    |
| Totaal | Totaal     | 2    |

## Voetnoten
DHC ·
DWS ·
Elinkwijk ·
Enschedese Boys ·
Eindhoven ·
Excelsior ·
Fortuna ·
Go Ahead ·
Limburgia ·
RBC ·
Roda JC ·
SHS ·
Sittardia ·
Veendam ·
Velox ·
VVV